# Johannes Scheuerl
Johannes Scheuerl, född 20 november 2002, är en tysk curlingspelare som representerar det tyska landslaget.

## Biografi
Johannes Scheuerl har medverkat i en VM-turnering och en EM-turnering, och har tagit ett EM-guld.